# Рауль Альбіоль
Рау́ль Альбіо́ль Тортаха́да (ісп. Raúl Albiol Tortajada; нар. 4 вересня 1985, Вільямарчанте, Валенсія, Іспанія) — іспанський футболіст, центральний захисник збірної Іспанії та клубу «Вільярреал».

## Клубна кар'єра
Вихованець футбольної школи клубу «Валенсія», головного клубу рідної провінції. У сезоні 2003—04 виступав у команді дублерів «Валенсії», а також провів одну гру у складі головної команди клубу на ранніх стадіях Кубку УЄФА. Наступний сезон гравець провів в оренді в «Хетафе», куди був відправлений для отримання досвіду виступів в елітному дивізіоні. Першу половину сезону пропустив, відновлюючись після важких травм, отриманих в автомобільній аварії. Дебютував у Прімері 15 січня 2005 року у грі проти мадридського «Атлетіко».
Влітку 2005 повернувся до «Валенсії» як один з гравців основи. Регулярно виступав у матчах чемпіонату, кубків та єврокубків. Допоміг команді здобути Кубок Іспанії 2008 року.
Перед початком сезону 2009—10 перейшов до мадридського «Реалу», відразу ставши одним з основних центральних оборонців і в новому клубі.
У липні 2013 року за 12 мільйонів євро перейшов до «Наполі», з яким уклав чотирирічний контракт. Згодом контракт подовжили й загалом захисник провів в Італії шість сезонів.
Влітку 2019 року досвідчений 33-річний гравець повернувся на батьківщину, узгодивши трирічний контракт з «Вільярреалом».

## Виступи у збірних
Протягом 2003—2006 років виступав у складі юнацької та молодіжних збірних Іспанії. У складі збірної U-19 став чемпіоном Європи серед 19-річних.
13 жовтня 2007 року дебютував у складі національної збірної країни у матчі відбору до чемпіонату Європи 2008 року проти збірної Данії (перемога 3:1). Включений до складу збірної для участі у фінальній частині чемпіонату Європи 2008. Під час цього турніру, за результатами якого іспанці стали континентальними чемпіонами, взяв участь у двох матчах.
Включений до складу збірної Іспанії для участі у світовій першості 2010 року, за результатами якого іспанці уперше в історії стали чемпіонами світу. Під час фінального турніру у Південно-Африканськії Республіці був резервним центральним захисником і жодного разу на поле не виходив. За два роки, на Євро-2012, здобув свій другий титул чемпіона Європи, проте й цього разу тренерський штаб збірної довіряв місце на полі іншим виконавцям.
2014 року, на провальному для іспанців чемпіонаті світу 2014 у Бразилії, Альбіоль все ж дебютував на мундіалях, щоправда взявши участь лише в заключній грі групового етапу, перед якою були дві поразки і на момент якої шансів на вихід у плей-оф змагання діючі чемпіони світу і Європи вже не мали.

## Статистика виступів

### Статистика клубних виступів
Станом на 4 липня 2019 року
| Сезон                         | Команда                       | Чемпіонат                     | Чемпіонат | Чемпіонат | Національний кубок | Національний кубок | Національний кубок | Континентальні кубки | Континентальні кубки | Континентальні кубки | Інші змагання | Інші змагання | Інші змагання | Усього | Усього |
| Сезон                         | Команда                       | Ліга                          | Ігор      | Голів     | Ліга               | Ігор               | Голів              | Ліга                 | Ігор                 | Голів                | Ліга          | Ігор          | Голів         | Ігор   | Голів  |
| ----------------------------- | ----------------------------- | ----------------------------- | --------- | --------- | ------------------ | ------------------ | ------------------ | -------------------- | -------------------- | -------------------- | ------------- | ------------- | ------------- | ------ | ------ |
| 2002–03                       | «Валенсія Месталья»           | СДБ                           | 14        | 3         | -                  | -                  | -                  | -                    | -                    | -                    | -             | -             | -             | 14     | 3      |
| 2003–04                       | «Валенсія Месталья»           | СДБ                           | 35        | 2         | -                  | -                  | -                  | -                    | -                    | -                    | -             | -             | -             | 35     | 2      |
| Усього за «Валенсію Месталья» | Усього за «Валенсію Месталья» | Усього за «Валенсію Месталья» | 49        | 5         |                    | -                  | -                  |                      | -                    | -                    |               | -             | -             | 49     | 5      |
| 2003–04                       | «Валенсія»                    | ПД                            | 0         | 0         | КІ                 | 0                  | 0                  | КУЄФА                | 2                    | 0                    | -             | -             | -             | 2      | 0      |
| 2004–05                       | «Хетафе»                      | ПД                            | 17        | 1         | КІ                 | 2                  | 0                  | -                    | -                    | -                    | -             | -             | -             | 19     | 1      |
| 2005–06                       | «Валенсія»                    | ПД                            | 29        | 1         | КІ                 | 4                  | 0                  | Інт                  | 3                    | 0                    | -             | -             | -             | 36     | 1      |
| 2006–07                       | «Валенсія»                    | ПД                            | 36        | 1         | КІ                 | 4                  | 2                  | ЛЧ                   | 12                   | 1                    | -             | -             | -             | 52     | 4      |
| 2007–08                       | «Валенсія»                    | ПД                            | 32        | 1         | КІ                 | 6                  | 0                  | ЛЧ                   | 7                    | 0                    | -             | -             | -             | 45     | 1      |
| 2008–09                       | «Валенсія»                    | ПД                            | 34        | 2         | КІ                 | 2                  | 0                  | КУЄФА                | 6                    | 0                    | СІ            | 2             | 0             | 44     | 2      |
| Усього за «Валенсію»          | Усього за «Валенсію»          | Усього за «Валенсію»          | 131       | 5         |                    | 16                 | 2                  |                      | 30                   | 1                    |               | 2             | 0             | 179    | 8      |
| 2009–10                       | «Реал Мадрид»                 | ПД                            | 33        | 0         | КІ                 | 2                  | 0                  | ЛЧ                   | 8                    | 1                    | -             | -             | -             | 43     | 1      |
| 2010–11                       | «Реал Мадрид»                 | ПД                            | 20        | 0         | КІ                 | 6                  | 0                  | ЛЧ                   | 6                    | 0                    | -             | -             | -             | 32     | 0      |
| 2011–12                       | «Реал Мадрид»                 | ПД                            | 10        | 0         | КІ                 | 2                  | 0                  | ЛЧ                   | 5                    | 0                    | СІ            | 0             | 0             | 17     | 0      |
| 2012–13                       | «Реал Мадрид»                 | ПД                            | 18        | 1         | КІ                 | 5                  | 0                  | ЛЧ                   | 3                    | 0                    | СІ            | 1             | 0             | 27     | 1      |
| Усього за «Реал Мадрид»       | Усього за «Реал Мадрид»       | Усього за «Реал Мадрид»       | 81        | 1         |                    | 15                 | 0                  |                      | 22                   | 1                    |               | 1             | 0             | 119    | 2      |
| 2013–14                       | «Наполі»                      | A                             | 32        | 1         | КІ                 | 5                  | 0                  | ЛЧ+ЛЄ                | 6+3                  | 0                    | -             | -             | -             | 46     | 1      |
| 2014–15                       | «Наполі»                      | A                             | 35        | 0         | КІ                 | 3                  | 0                  | ЛЧ+ЛЄ                | 2+10                 | 0                    | СІ            | 1             | 0             | 51     | 0      |
| 2015–16                       | «Наполі»                      | A                             | 36        | 1         | КІ                 | 0                  | 0                  | ЛЄ                   | 3                    | 0                    | -             | -             | -             | 39     | 1      |
| 2016–17                       | «Наполі»                      | A                             | 26        | 0         | КІ                 | 3                  | 0                  | ЛЧ                   | 6                    | 0                    | -             | -             | -             | 35     | 0      |
| 2017–18                       | «Наполі»                      | A                             | 31        | 3         | КІ                 | 0                  | 0                  | ЛЧ+ЛЄ                | 7+1                  | 0+0                  | -             | -             | -             | 39     | 3      |
| 2018–19                       | «Наполі»                      | A                             | 18        | 1         | КІ                 | 0                  | 0                  | ЛЧ+ЛЄ                | 6+0                  | 0+0                  | -             | -             | -             | 24     | 1      |
| Усього за «Наполі»            | Усього за «Наполі»            | Усього за «Наполі»            | 178       | 6         |                    | 11                 | 0                  |                      | 44                   | 0                    |               | 1             | 0             | 234    | 6      |
| 2019–20                       | «Вільярреал»                  | ПД                            | 0         | 0         | КІ                 | 0                  | 0                  | -                    | -                    | -                    | -             | -             | -             | 0      | 0      |
| Усього за кар'єру             | Усього за кар'єру             | Усього за кар'єру             | 456       | 18        |                    | 44                 | 2                  |                      | 96                   | 2                    |               | 4             | 0             | 600    | 22     |

### Статистика виступів за збірну
Станом на 18 листопада 2019 року
| Дата       | Місто                  | Господарі            | Результат  | Гості                | Турнір             | Голи | Примітки |
| ---------- | ---------------------- | -------------------- | ---------- | -------------------- | ------------------ | ---- | -------- |
| 13-10-2007 | Орхус                  | Данія                | 1 – 3      | Іспанія              | Відбір до ЧЄ 2008  | -    |          |
| 21-11-2007 | Лас-Пальмас            | Іспанія              | 1 – 0      | Північна Ірландія    | Відбір до ЧЄ 2008  | -    |          |
| 6-2-2008   | Малага                 | Іспанія              | 1 – 0      | Франція              | товариський матч   | -    |          |
| 26-3-2008  | Ельче                  | Іспанія              | 1 – 0      | Італія               | товариський матч   | -    |          |
| 14-6-2008  | Інсбрук                | Швеція               | 1 – 2      | Іспанія              | ЧЄ 2008 - 1-й етап | -    |          |
| 18-6-2008  | Зальцбург              | Греція               | 1 – 2      | Іспанія              | ЧЄ 2008 - 1-й етап | -    |          |
| 20-8-2008  | Копенгаген             | Данія                | 0 – 3      | Іспанія              | товариський матч   | -    |          |
| 6-9-2008   | Мурсія                 | Іспанія              | 1 – 0      | Боснія і Герцеговина | Відбір до ЧС 2010  | -    |          |
| 10-9-2008  | Альбасете              | Іспанія              | 4 – 0      | Вірменія             | Відбір до ЧС 2010  | -    |          |
| 19-11-2008 | Вілярреаль             | Іспанія              | 3 – 0      | Чилі                 | товариський матч   | -    |          |
| 11-2-2009  | Севілья                | Іспанія              | 2 – 0      | Англія               | товариський матч   | -    |          |
| 28-3-2009  | Мадрид                 | Іспанія              | 1 – 0      | Туреччина            | Відбір до ЧС 2010  | -    |          |
| 9-6-2009   | Баку                   | Азербайджан          | 0 – 6      | Іспанія              | товариський матч   | -    |          |
| 14-6-2009  | Рустенбург             | Нова Зеландія        | 0 – 5      | Іспанія              | Кубок Конфедерацій | -    |          |
| 20-6-2009  | Блумфонтейн            | Іспанія              | 2 – 0      | ПАР                  | Кубок Конфедерацій | -    |          |
| 28-6-2009  | Рустенбург             | Іспанія              | 3 – 2 д.ч. | ПАР                  | Кубок Конфедерацій | -    |          |
| 5-9-2009   | Ла-Корунья             | Іспанія              | 5 – 0      | Бельгія              | Відбір до ЧС 2010  | -    |          |
| 9-9-2009   | Мерида (Іспанія)       | Іспанія              | 3 – 0      | Естонія              | Відбір до ЧС 2010  | -    |          |
| 14-10-2009 | Зениця                 | Боснія і Герцеговина | 2 – 5      | Іспанія              | Відбір до ЧС 2010  | -    |          |
| 14-11-2009 | Мадрид                 | Іспанія              | 2 – 1      | Аргентина            | товариський матч   | -    |          |
| 18-11-2009 | Відень                 | Австрія              | 1 – 5      | Іспанія              | товариський матч   | -    |          |
| 3-3-2010   | Сен-Дені               | Франція              | 0 – 2      | Іспанія              | товариський матч   | -    |          |
| 3-6-2010   | Інсбрук                | Іспанія              | 1 – 0      | Південна Корея       | товариський матч   | -    |          |
| 9-2-2011   | Мадрид                 | Іспанія              | 1 – 0      | Колумбія             | товариський матч   | -    |          |
| 29-3-2011  | Каунас                 | Литва                | 1 – 3      | Іспанія              | Відбір до ЧЄ 2012  | -    |          |
| 4-6-2011   | Фоксборо (Массачусетс) | США                  | 0 – 4      | Іспанія              | товариський матч   | -    |          |
| 7-6-2011   | Пуерто-ла-Крус         | Венесуела            | 0 – 3      | Іспанія              | товариський матч   | -    |          |
| 10-8-2011  | Барі                   | Італія               | 2 – 1      | Іспанія              | товариський матч   | -    |          |
| 2-9-2011   | Санкт-Галлен           | Іспанія              | 3 – 2      | Чилі                 | товариський матч   | -    |          |
| 6-9-2011   | Логроньо               | Іспанія              | 6 – 0      | Ліхтенштейн          | Відбір до ЧЄ 2012  | -    |          |
| 7-10-2011  | Прага                  | Чехія                | 0 – 2      | Іспанія              | Відбір до ЧЄ 2012  | -    |          |
| 26-5-2012  | Санкт-Галлен           | Іспанія              | 2 – 0      | Сербія               | товариський матч   | -    |          |
| 30-5-2012  | Берн                   | Іспанія              | 4 – 1      | Південна Корея       | товариський матч   | -    |          |
| 3-6-2012   | Севілья                | Іспанія              | 1 – 0      | КНР                  | товариський матч   | -    |          |
| 15-8-2012  | Баямон (Пуерто-Рико)   | Пуерто-Рико          | 1 – 2      | Іспанія              | товариський матч   | -    |          |
| 7-9-2012   | Понтеведра             | Іспанія              | 5 – 0      | Саудівська Аравія    | товариський матч   | -    |          |
| 12-10-2012 | Мінськ                 | Білорусь             | 0 – 4      | Іспанія              | Відбір до ЧС 2014  | -    |          |
| 14-11-2012 | Панама                 | Панама               | 1 – 5      | Іспанія              | товариський матч   | -    |          |
| 8-6-2013   | Маямі-Ґарденс          | Іспанія              | 2 – 1      | Гаїті                | товариський матч   | -    |          |
| 20-6-2013  | Ріо-де-Жанейро         | Іспанія              | 10 – 0     | Таїті                | Кубок Конфедерацій | -    |          |
| 14-8-2013  | Гуаякіль               | Еквадор              | 0 – 2      | Іспанія              | товариський матч   | -    |          |
| 6-9-2013   | Гельсінкі              | Фінляндія            | 0 – 2      | Іспанія              | Відбір до ЧС 2014  | -    |          |
| 10-9-2013  | Женева                 | Іспанія              | 2 – 2      | Чилі                 | товариський матч   | -    |          |
| 19-11-2013 | Йоганнесбург           | ПАР                  | 1 – 0      | Іспанія              | товариський матч   | -    |          |
| 5-3-2014   | Мадрид                 | Іспанія              | 1 – 0      | Італія               | товариський матч   | -    |          |
| 30-5-2014  | Севілья                | Іспанія              | 2 – 0      | Болівія              | товариський матч   | -    | 46'      |
| 23-6-2014  | Куритиба               | Австралія            | 0 – 3      | Іспанія              | ЧС 2014 - 1-й етап | -    |          |
| 8-9-2014   | Валенсія               | Іспанія              | 5 – 1      | Північна Македонія   | Відбір до ЧЄ 2016  | -    |          |
| 9-10-2014  | Жиліна                 | Словаччина           | 2 – 1      | Іспанія              | Відбір до ЧЄ 2016  | -    | 58'      |
| 18-11-2014 | Віго                   | Іспанія              | 0 – 1      | Німеччина            | товариський матч   | -    | 46'      |
| 31-3-2015  | Амстердам              | Нідерланди           | 2 – 0      | Іспанія              | товариський матч   | -    |          |
| 11-10-2018 | Кардіфф                | Уельс                | 1 – 4      | Іспанія              | товариський матч   | -    |          |
| 12-10-2019 | Осло                   | Норвегія             | 1 – 1      | Іспанія              | Відбір до ЧЄ 2020  | -    |          |
| 15-10-2019 | Стокгольм              | Швеція               | 1 – 1      | Іспанія              | Відбір до ЧЄ 2020  | -    |          |
| 15-11-2019 | Кадіс                  | Іспанія              | 7 – 0      | Мальта               | Відбір до ЧЄ 2020  | -    |          |
| 18-11-2019 | Мадрид                 | Іспанія              | 5 – 0      | Румунія              | Відбір до ЧЄ 2020  | -    | 63'      |
| Усього     |                        | Матчів               | 56         |                      | Голів              | 0    |          |

## Досягнення
«Валенсія»
- Володар Кубка УЄФА: 2003-04
- Володар Кубка Іспанії: 2007-08

«Реал Мадрид»
- Чемпіон Іспанії: 2011-12
- Володар Кубка Іспанії: 2010-11
- Володар Суперкубка Іспанії: 2012

«Наполі»
- Володар Кубка Італії: 2013-14
- Володар Суперкубка Італії: 2014.

«Вільярреал»
- Володар Ліги Європи УЄФА: 2020-21

Збірна Іспанії
- Чемпіон світу: 2010
- Чемпіон Європи: 2008, 2012
- Чемпіон Європи (U-19): 2004